# Puerto de Fuente Alberche
El puerto de Fuente Alberche es un puerto de montaña situado al suroeste de la provincia de Ávila, en España.

## Situación
Tiene 1703 metros de altitud y comunica el Valle del Alto Tormes con el Alto Valle del Alberche a través de una carretera local que conecta las localidades de La Herguijuela y San Martín de la Vega del Alberche. Su punto más alto se sitúa a escasos metros del nacimiento del río Alberche, a 4,5 kilómetros de La Herguijuela y a 6 kilómetros de San Martín de la Vega del Alberche.   
Separa la sierra de Villafranca y la sierra de Piedra Aguda. Sirve de límite jurisdiccional entre los municipios de San Juan de Gredos y San Martín de la Vega del Alberche.